# David Kopřiva
David Kopřiva (født 18. oktober 1979 i Prag) er en tjekkisk tidligere roer.

## Rokarriere
Kopřiva var med i den tjekkiske dobbeltfirer, der vandt vandt VM-sølv i 2003 i Italien. Han var også med i den samme båd ved OL 2004 i Athen, hvor besætningen derudover bestod af Tomáš Karas, Jakub Hanák og David Jirka. De vandt deres indledende heat og deres semifinale, og i finalen var det tjekkerne, russerne og polakkerne, der lå forrest midtvejs, men mens russerne holdt tempoet og vandt guld, kæmpede de to andre mere, dog ikke mere end tjekkerne holdt deres andenplads, mens Ukraine hentede bronze ganske snært foran polakkerne.

## OL-medaljer
- 2004:  Sølv i dobbeltfirer